# Vilhelm Tham
Fredrik Vilhelm Henrik Tham, född den 29 augusti 1917 i Västerås, död den 5 mars 2009 i Grimsås, Nittorps församling, Västra Götalands län, var en svensk företagsledare. Han var sonsons son till Pehr Sebastian Tham.
Tham avlade reservofficersexamen 1939 och avgångsexamen vid Kungliga Tekniska högskolan 1945. Han var driftsingenjör vid Lesjöfors 1945–1951, överingenjör där 1951–1955, överingenjör vid Motala verkstad 1955–1959 och teknisk direktör vid Lesjöfors 1959–1966. Tham var vice verkställande direktör och teknisk chef vid IKO Kabel 1966–1968, verkställande direktör där 1968–1979 och styrelseordförande 1979–1988. Han blev riddare av Vasaorden 1972.